# پت پارتریج
 پت پارتریج  (به انگلیسی: Pat Partridge) (زاده ۳۰ ژوئن ۱۹۳۳ - بیلینگهام) داور سابق اهل انگلستان است.
وی داوری را از دهه ۱۹۵۰ شروع کرده و از سال ۱۹۷۱ تا ۱۹۸۰ میلادی در لیست داوران فیفا قرار داشته‌است.